# Jean-Marc Gounon
Jean-Marc André Gounon (* 1. Januar 1963 in Aubenas) ist ein ehemaliger französischer Automobilrennfahrer und der Vater von Jules Gounon. Er bestritt neun Formel-1-Rennen, erzielte jedoch keine Meisterschaftspunkte.

## Karriere

### Anfänge im Motorsport
Erstmals trat Gounon 1989 in Erscheinung, als er die französische Formel-3-Meisterschaft gewann. Von 1990 bis 1992 fuhr er in der Formel 3000, wo er eine beständige Leistung zeigte und einige Siege einfuhr.

### Formel 1

#### 1993
1993 gelang Gounon der Einstieg in die Formel 1. Zunächst war ein Start für das Team March Engineering vorgesehen. March litt, seitdem der frühere Teameigner Akira Akagi im September 1991 verhaftet worden war, finanzielle Not und hatte die Saison 1992 nur mit sehr viel Mühe hinter sich bringen können. Für 1993 hatte die Teamleitung den Einsatz zweier Autos für Gounon sowie für Jan Lammers vorgesehen. Das Team, die Autos und auch die Fahrer waren zum Auftaktrennen in Südafrika erschienen; allerdings hatte die Teamleitung nicht genügend Geld, um die Autos beim südafrikanischen Zoll auszulösen. Zudem fehlten Motoren, da Ilmor, der avisierte Motorenlieferant, zunächst auf der Begleichung fälliger Rechnungen aus dem Jahr 1992 bestand. Das Team March Engineering trat daher weder zum Großen Preis von Südafrika noch zu einem anderen Rennen der Saison 1993 an und wurde später liquidiert.
Später gelang Gounon sein Formel-1-Debüt beim Großen Preis von Japan. Für die letzten beiden Rennen der Saison kaufte er sich beim italienischen Team Minardi ein und ersetzte Christian Fittipaldi, woraufhin es zu einer gerichtlichen Auseinandersetzung zwischen Minardi und Fittipaldi kam, da der Brasilianer für die gesamte Saison 1993 im Voraus gezahlt hatte. Gounon fiel in beiden Rennen aus.

#### 1994
Für die Saison 1994 gelang es ihm zunächst nicht, ein Cockpit zu erhalten. Zu seinem Heimrennen, dem Großen Preis von Frankreich, ersetzte er jedoch beim britischen Rennstall Simtek den Italiener Andrea Montermini, der wegen eines Beinbruchs nicht mehr an den folgenden Rennen teilnehmen konnte. Gounon fuhr die Großen Preise von Frankreich, England, Deutschland, Ungarn, Belgien, Italien und Portugal für Simtek. In jedem dieser Rennen konnte er seinen Simtek S941 qualifizieren. Trotzdem wurde er noch während der Saison nach sieben Rennen durch Domenico Schiattarella ersetzt, der neue Sponsorengelder mit ins Team brachte. Somit war Gounons Formel-1-Karriere nach neun Rennen beendet.

### FIA GT-Meisterschaft
Danach wechselte er in die FIA-GT-Meisterschaft und fuhr 1997 für das Gulf Team Davidoff dreimal einen Podiumsplatz heraus. Im selben Jahr trat er beim 24-Stunden-Rennen von Le Mans an und siegte in der GT1-Klasse. Gounon blieb in der Saison 1998 in der FIA-GT und teilte sich einen Mercedes-Benz CLK GTR mit Marcel Tiemann. Beim ersten Rennen in Oschersleben fuhr er aufs Podium und konnte in den weiteren Rennen mehrere Platzierungen unter den ersten zehn verzeichnen. 1999 sollte er für das AMG-Mercedes-Werksteam in Le Mans starten. Mark Webber, mit dem er sich das Fahrzeug teilte, überschlug sich im Training am Ende der Mulsanne-Geraden, wobei das Fahrzeug zerstört und vom Team zurückgezogen wurde.

### Sport-Prototypen
Neben dem 24-Stunden-Rennen von Le Mans fuhr er für das französische DAMS-Team in der FIA-Sportwagen-Meisterschaft. Gounon bestritt in einem Prototyp sechs der neun Meisterschaftsläufe, gewann mit Éric Bernard vier Rennen, unter anderen das 2:30-Stunden-Rennen von Donington, und fiel in den beiden anderen Läufen mit technischen Defekten aus. Zusammen mit DAMS trat er außerdem 1999 bei einigen Läufen der American Le Mans Series an. Sein bestes Ergebnis erzielte Gounon gemeinsam mit Christophe Tinseau beim Grand Prix of Las Vegas. Dort beendete er das Rennen hinter beiden Prototypen des Schnitzer-Werksteams, zu denen er in der darauffolgenden Saison wechselte. Zusammen mit Bill Auberlen pilotierte Gounon nun einen BMW V12 LMR. Die Fahrerpaarung konnte jedoch nicht an die Leistung des Schwesterautos anknüpfen und beendete jedes Rennen hinter Jörg Müller und JJ Lehto. Von 2004 bis 2007 fuhr Gounon für Courage Compétition in der neu gegründeten Le Mans Series. Seine besten Ergebnisse waren zwei LMP2-Klassensiege in der Saison 2004.

## Statistik

### Statistik in der Formel-1-Weltmeisterschaft

#### Gesamtübersicht
| Saison | Team            | Chassis      | Motor          | Rennen | Siege | Zweiter | Dritter | Poles | schn. Rennrunden | Punkte | WM-Pos. |
| ------ | --------------- | ------------ | -------------- | ------ | ----- | ------- | ------- | ----- | ---------------- | ------ | ------- |
| 1993   | Minardi Team    | Minardi M193 | Ford HB 3.5 V8 | 2      | −     | −       | −       | −     | −                | −      | 32.     |
| 1994   | MTV Simtek Ford | Simtek S941  | Ford HB 3.5 V8 | 7      | −     | −       | −       | −     | −                | −      | 29.     |
| Gesamt | Gesamt          | Gesamt       | Gesamt         | 9      | −     | −       | −       | −     | −                | −      |         |

#### Einzelergebnisse
| Saison | 1 | 2 | 3 | 4 | 5 | 6 | 7  | 8   | 9   | 10 | 11  | 12 | 13 | 14  | 15  | 16 |
| ------ | - | - | - | - | - | - | -- | --- | --- | -- | --- | -- | -- | --- | --- | -- |
| 1993   |   |   |   |   |   |   |    |     |     |    |     |    |    |     |     |    |
|        |   |   |   |   |   |   |    |     |     |    |     |    |    | DNF | DNF |    |
| 1994   |   |   |   |   |   |   |    |     |     |    |     |    |    |     |     |    |
|        |   |   |   |   |   | 9 | 16 | DNF | DNF | 11 | DNF | 15 |    |     |     |    |

| Legende  | Legende            | Legende                                                          |
| Farbe    | Abkürzung          | Bedeutung                                                        |
| -------- | ------------------ | ---------------------------------------------------------------- |
| Gold     | –                  | Sieg                                                             |
| Silber   | –                  | 2. Platz                                                         |
| Bronze   | –                  | 3. Platz                                                         |
| Grün     | –                  | Platzierung in den Punkten                                       |
| Blau     | –                  | Klassifiziert außerhalb der Punkteränge                          |
| Violett  | DNF                | Rennen nicht beendet (did not finish)                            |
| Violett  | NC                 | nicht klassifiziert (not classified)                             |
| Rot      | DNQ                | nicht qualifiziert (did not qualify)                             |
| Rot      | DNPQ               | in Vorqualifikation gescheitert (did not pre-qualify)            |
| Schwarz  | DSQ                | disqualifiziert (disqualified)                                   |
| Weiß     | DNS                | nicht am Start (did not start)                                   |
| Weiß     | WD                 | zurückgezogen (withdrawn)                                        |
| Hellblau | PO                 | nur am Training teilgenommen (practiced only)                    |
| Hellblau | TD                 | Freitags-Testfahrer (test driver)                                |
| ohne     | DNP                | nicht am Training teilgenommen (did not practice)                |
| ohne     | INJ                | verletzt oder krank (injured)                                    |
| ohne     | EX                 | ausgeschlossen (excluded)                                        |
| ohne     | DNA                | nicht erschienen (did not arrive)                                |
| ohne     | C                  | Rennen abgesagt (cancelled)                                      |
| ohne     | keine WM-Teilnahme |                                                                  |
| sonstige | P/fett             | Pole-Position                                                    |
| sonstige | 1/2/3/4/5/6/7/8    | Punktplatzierung im Sprint-/Qualifikationsrennen                 |
| sonstige | SR/kursiv          | Schnellste Rennrunde                                             |
| sonstige | *                  | nicht im Ziel, aufgrund der zurückgelegten Distanz aber gewertet |
| sonstige | ()                 | Streichresultate                                                 |
| sonstige | unterstrichen      | Führender in der Gesamtwertung                                   |

### Le-Mans-Ergebnisse
| Jahr | Team                    | Fahrzeug             | Teamkollege        | Teamkollege           | Platzierung            | Ausfallgrund     |
| ---- | ----------------------- | -------------------- | ------------------ | --------------------- | ---------------------- | ---------------- |
| 1995 | Société Venturi SA      | Venturi 600SLM       | Paul Belmondo      | Arnaud Trévisiol      | nicht klassiert        |                  |
| 1996 | Ennea SRL Igol          | Ferrari F40 GTE      | Paul Belmondo      | Éric Bernard          | Ausfall                | Elektronik       |
| 1997 | Gulf Team Davidoff      | McLaren F1 GTR       | Anders Olofsson    | Pierre-Henri Raphanel | Rang 2 und Klassensieg |                  |
| 1998 | AMG Mercedes            | Mercedes-Benz CLK LM | Christophe Bouchut | Ricardo Zonta         | Ausfall                | Motorschaden     |
| 2000 | Thomas Bscher Promotion | BMW V12 LM           | Thomas Bscher      | Geoff Lees            | Ausfall                | Unfall           |
| 2001 | Johansson Motorsport    | Audi R8              | Stefan Johansson   | Tom Coronel           | Ausfall                | Elektronik       |
| 2003 | Courage Compétition     | Courage C60          | Stéphan Grégoire   | Jonathan Cochet       | Rang 7                 |                  |
| 2004 | Courage Compétition     | Courage C65          | Sam Hancock        | Alexander Frei        | Ausfall                | Feuer            |
| 2005 | Audi Playstation ORECA  | Audi R8              | Franck Montagny    | Stéphane Ortelli      | Rang 4                 |                  |
| 2006 | Courage Compétition     | Courage LC70         | Haruki Kurosawa    | Shinji Nakano         | Ausfall                |                  |
| 2007 | Courage Compétition     | Courage LC70         | Stefan Johansson   | Guillaume Moreau      | Ausfall                | Motorschaden     |
| 2008 | Epsilon Euskadi         | Epsilon Euskadi ee1  | Stefan Johansson   | Shinji Nakano         | Ausfall                | Kraftübertragung |

### Sebring-Ergebnisse
| Jahr | Team           | Fahrzeug    | Teamkollege   | Teamkollege | Platzierung | Ausfallgrund |
| ---- | -------------- | ----------- | ------------- | ----------- | ----------- | ------------ |
| 2000 | BMW Motorsport | BMW V12 LMR | Bill Auberlen | Steve Soper | Rang 4      |              |